# NGC 2141
NGC 2141 (również OCL 487) – gromada otwarta znajdująca się w gwiazdozbiorze Oriona. Odkrył ją Edward Emerson Barnard w styczniu 1883 roku. Jest położona w odległości ok. 13,2 tys. lat świetlnych od Słońca.